# 一匡村

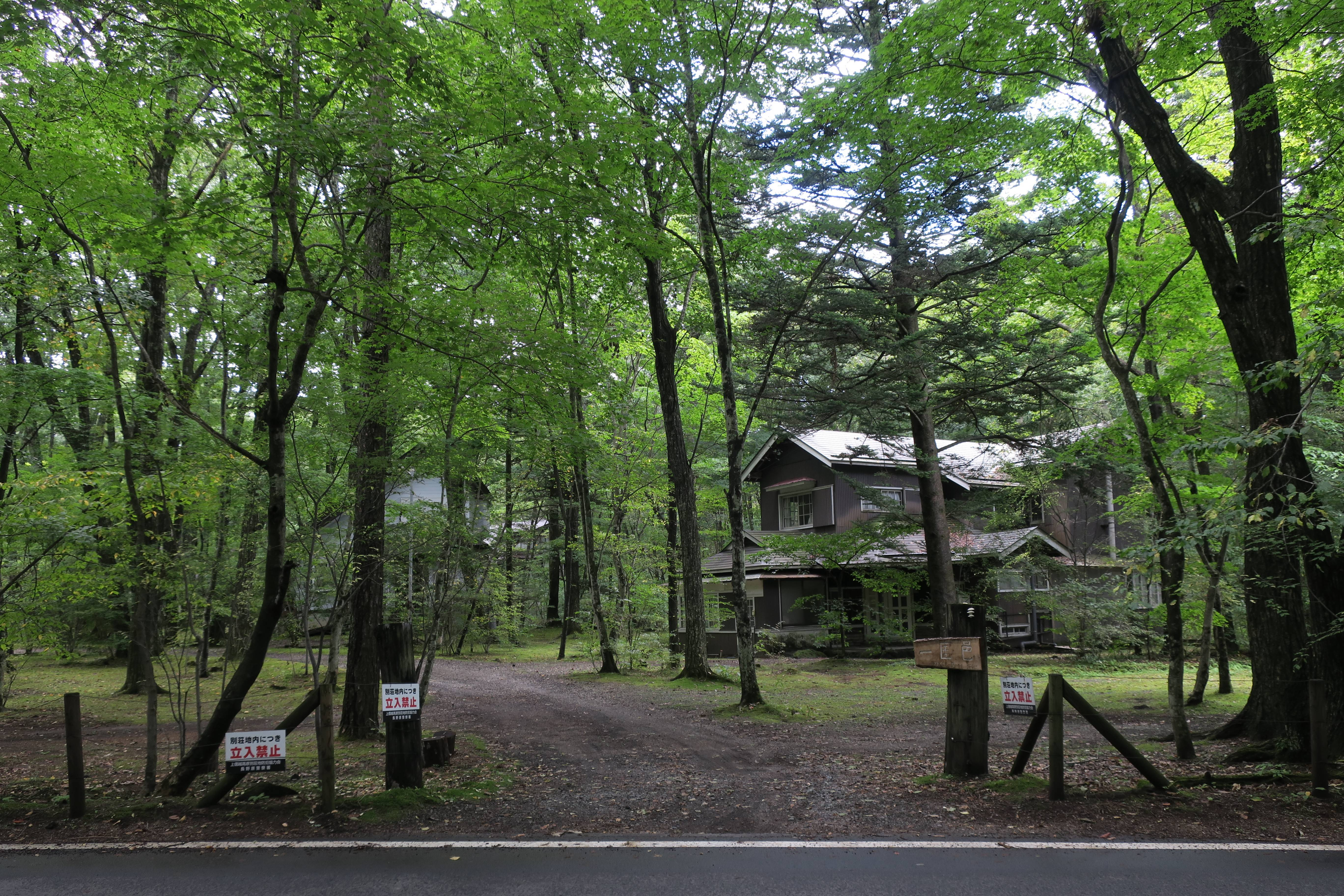
一匡村

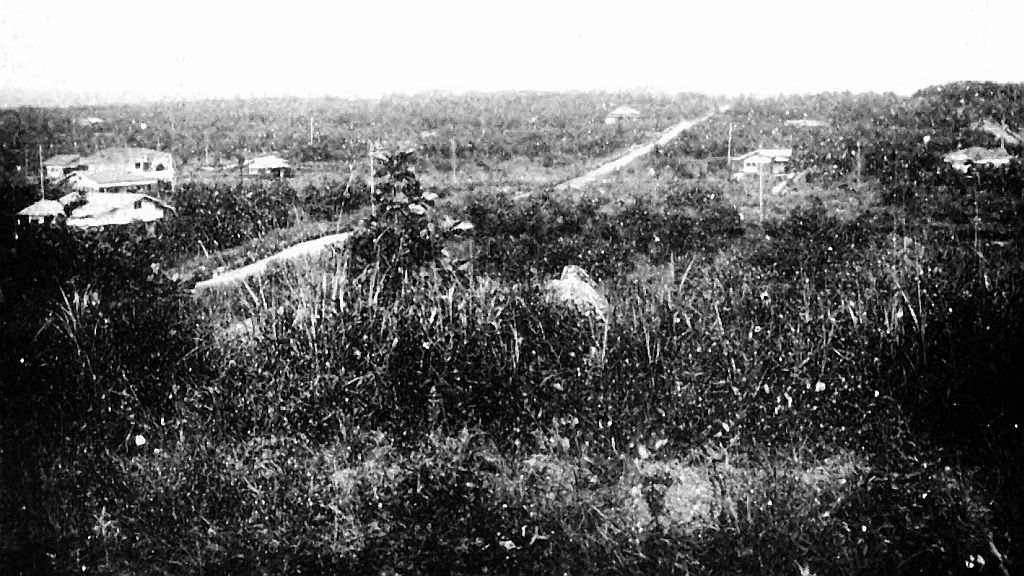
戦前の一匡村（『群馬県吾妻郡誌 追録 第1輯』より）

一匡村（いっきょうむら、一匡邑、一匤邑）は、大正12年に東京大学関係者によって、群馬県吾妻郡応桑村北軽井沢に作られた別荘地。別荘地全体の設計は西村伊作によるものと言われており、近隣の千ヶ滝や星野温泉の別荘地と異なり、山小屋風のデザインに統一された建物が点在するしゃれた景観になっていた（現在はほとんどの別荘が建てなおされている）。昭和3年に近隣にできた法政大学村（通称・大学村）とともに、北軽井沢別荘地のはしりになった。法政大学村と違って分譲地ではなく、十数人の発起人による共同登記で始められており、各別荘に風呂はなく、共同浴場があった。

## 経緯
大正2年に旧一高（東京帝国大学の予科）の同窓生らによって『一匡社』が作られ、『社会及び国家』という同人誌を発行していた。大正11年に同人たちの家族の保養のため別荘地を探していた際に、草軽電鉄から勧められ1万坪を購入し、同人だった大村正夫や細貝正邦ら13人が別荘を建設した。土地は共有資産として「一匡邑」と名付け、食料も共同購入するなど独自の運営方法を取り、夏期学校なども開催した。
なお、一匡は「天下を正す」という意味。